# Tromba terrestre

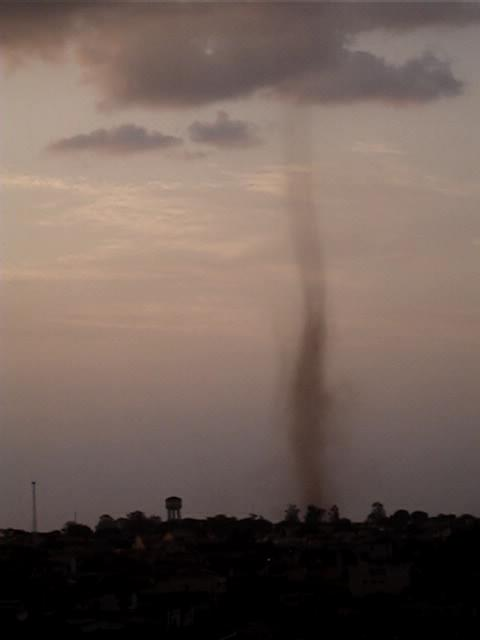
Tromba terrestre captada en Araguari (Minas Gerais), Brasil.

Tromba terrestre es un término creado por el científico atmosférico Howard B. Bluestein en 1985 para referirse a un tornado no asociado a un mesociclón. El Glosario de Meteorología define una tromba terrestre:

"Expresión coloquial que describe los tornados que ocurren con una nube madre en su etapa de crecimiento y con su vorticidad originada en la capa límite. La nube madre no contiene un mesociclón de nivel medio preexistente. La manga terrestre recibió ese nombre porque parece "una manga marina débil de los Cayos de Florida sobre tierra".

Las trombas terrestres suelen ser más débiles que los tornados asociados a mesociclones generados dentro de tormentas eléctricas supercelulares, en las que se forman los tornados más fuertes.

## Características

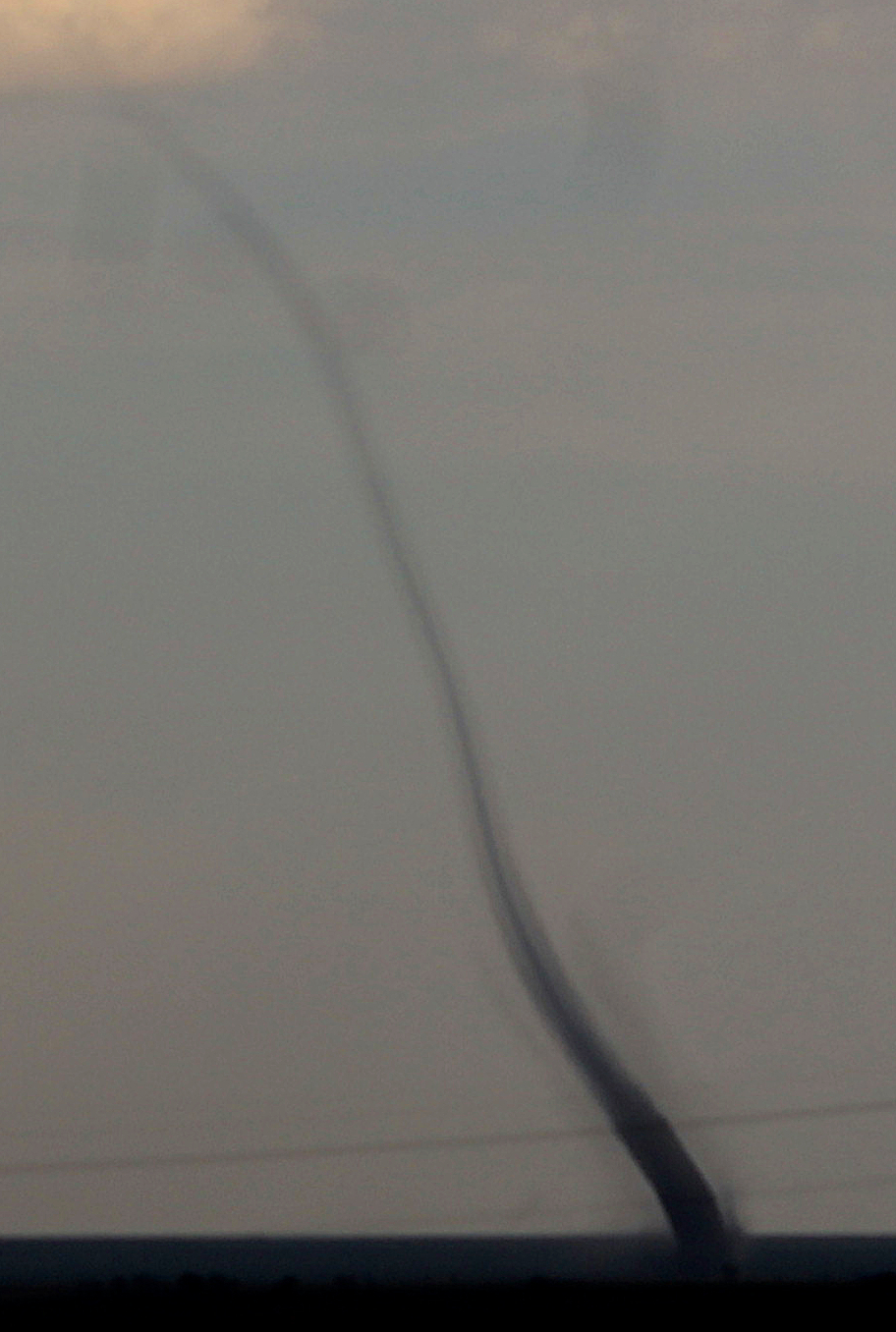
Una tromba terrestre formada a partir de una tormenta eléctrica en desarrollo cerca de Cheyenne Wells (Colorado), Estados Unidos.

Las trombas terrestres son un tipo de tornado que se forma durante la etapa de crecimiento de un cumulus congestus o, ocasionalmente, de una nube cumulonimbus, cuando una corriente ascendente estira la vorticidad de la capa límite hacia arriba en un eje vertical y la aprieta hasta formar un fuerte vórtice. Las trombas terrestres también pueden producirse debido a interacciones de las frente de ráfagas, puesto que, ocasionalmente, pueden provocar una mayor convergencia y vorticidad en la superficie. Por lo general, son más pequeñas y débiles que los tornados de supercélulas y no se forman a partir de un mesociclón o una rotación preexistente en la nube. Debido a esta menor profundidad, menor tamaño e intensidad más débil, las trombas terrestres rara vez son detectadas por el radar meteorológico Doppler (NWS).
Las trombas terrestres comparten un fuerte parecido y proceso de desarrollo con las trombas marinas, generalmente tomando la forma de un tubo helicoidal translúcido y altamente laminar. "Son típicamente embudos de condensación estrechos, similares a cuerdas, que se forman mientras la nube de tormenta eléctrica todavía está creciendo y no hay corriente ascendente giratoria", según el Servicio Meteorológico Nacional. Las trombas terrestres se consideran tornados ya que una columna de aire que gira rápidamente está en contacto tanto con la superficie como con una nube cumuliforme. No todas las trombas terrestres son visibles, y muchas se avistan primero como escombros que se arremolinan en la superficie antes de finalmente llenarse de condensación y polvo.
La orografía puede influir en la formación de las trombas terrestres (e incluso de los tornados mesociclónicos). Un ejemplo notable es la propensión a la formación de trombas terrestres en la Zona de Vorticidad de Convergencia de Denver (DCVZ).

## Ciclo vital
Las trombas terrestres, que se forman en relación con mesociclones y bajo corrientes ascendentes, suelen durar menos de 15 minutos; sin embargo, pueden persistir durante mucho más tiempo y producir daños importantes. Las trombas terrestres tienden a pasar por etapas reconocibles de formación, maduración y disipación, y por lo general se desintegran cuando se produce una corriente descendente o una precipitación significativa (efusión) en las cercanías. Pueden formarse en líneas o grupos de múltiples trombas terrestres.

## Daño
Las trombas terrestres suelen tener un nivel EF0, donde la intensidad de los vientos es baja y débil. Sin embargo, los vientos dentro de un tornado con tromba terrestre pueden alcanzar las 100 millas por hora (MPH).